# 지장보살본원경
지장보살본원경(地藏菩薩本願經)은 불교 경전 중에 하나로 지장보살(地藏菩薩)에 관한 내용이다. 석가모니가 도리천(忉利天)에서 어머니 마야부인(摩耶夫人)을 위해 설법한 내용을 모았고, 부모나 조상들을 지옥에서 천도하여 극락에 왕생시키는 공덕을 열거한 책이다. 줄여서 지장경이라고도 한다.

## 보물
- 지장보살본원경 : 보물 제933호, 삼성미술관 리움 소장
- 백지묵서지장보살본원경 : 보물 제940호, 삼성미술관 리움 소장
- 지장보살본원경 : 보물 제966호, 서울 서초구 소재 관문사 소장
- 지장보살본원경 : 보물 제1011호, 아단문고 소장
- 지장보살본원경 : 보물 제1104호, 호림박물관 소장
- 지장보살본원경 : 보물 제1567호, 국립고궁박물관 소장

## 시도 지정 문화재
- 지장보살본원경 : 서울특별시 유형문화재 제179호, 서울역사박물관 소장
- 지장보살본원경 : 서울특별시 유형문화재 제429호, 서울 법장사 소장
- 울산 등용사 지장보살본원경 : 울산광역시 문화재자료 제27호 울산 등용사 소장
- 지장보살본원경 권하 : 충청북도 유형문화재 제400호, 청주고인쇄박물관 소장
- 김해 원명사 지장보살본원경 : 경상남도 유형문화재 제392호, 경상남도 김해시 개인 소장
- 김해 화엄사 지장보살본원경 : 경상남도 유형문화재 제590호, 김해 화엄사 소장

## 같이 보기
- 제목에 "지장보살본원경" 항목을 포함한 모든 문서